# 1912年中華民國臨時大總統選舉
1912年中華民國臨時大總統選舉為中華民國臨時政府舉行的第2任臨時大總統選舉。結果由袁世凱以17票當選臨時大總統，黎元洪以17票當選臨時副總統，並於3月10日就職:30:24。

## 選前背景
1911年，武昌起義後，清廷任命袁世凱對付革命軍。之後，兩方停戰議和，和議商妥。1912年2月12日，清帝退位。2月13日，孫文向參議院辭職，並推袁世凱為大總統。2月14日，參議院接受孫文的辭職書，並決定2月15日選舉臨時大總統。

## 選舉情況
選舉於1912年2月15日在南京舉行，由參議院選舉臨時大總統。選舉方式為先選出被選舉人，兩省合投1票。袁世凱5票，黎元洪2票，分別為總統、副總統候選人。開票後，舉行正式選舉。每省三個參議員共投一票，共17省，袁世凱得17票，當選中華民國第2任臨時大總統。
同日，黎元洪向參議院辭臨時副總統。參議院即通知各省，於2月20日開臨時副總統選舉會。選舉結果，全體17票都投給黎元洪。黎元洪當選中華民國第2任臨時副總統。

## 得票情形
| 候選人     | 候選人 | 政党   | 得票 | 得票   | 當選 |
| ---------- | ------ | ------ | ---- | ------ | ---- |
| 候選人     | 候選人 | 政党   | 票數 | 得票率 | 當選 |
| 臨時大總統 | 袁世凱 | 無黨籍 | 17   | 100%   | 當選 |

| 候選人     | 候選人 | 政黨 | 得票 | 得票   | 當選 |
| ---------- | ------ | ---- | ---- | ------ | ---- |
| 候選人     | 候選人 | 政黨 | 票數 | 得票率 | 當選 |
| 臨時副總統 | 黎元洪 | 民社 | 17   | 100%   | 當選 |

### 引用
1. ↑  黃大受. . 臺北: 五南圖書出版. 1995. ISBN 9789571104119.
2. ↑  郭廷以等.  1 初版. 臺北: 中央研究院近代史研究所. 1979. ISBN 9789860459210.